# Руђеро Паскварели
Руђеро Паскварели (итал. Ruggero Pasquarelli; рођен 10.семптембра, 1993. Италија), италијански је глумац и певач. Руђеро је постао познат након што се појавио у италијанској верзији шоу-а X Factor. 2012. године добија улогу у Дизнијевој серији Violetta, где тумачи лик Федерика, а 2016. године добија главну мушку улогу у серији са којом осваја 4 награде за омиљеног глумца на "Kids Choice Awards-у".

## Филмографија
| Улоге Руђера Паскварелија |              |               |          |          |
| Година                    | Српски назив | Изворни назив | Улога    | Напомена |
| 2012—2015.                | Виолета      | Violetta      | Федерико |          |
| 2016—емитује се           | Ја сам Луна  | Soy Luna      | Матео    |          |